# Niseishi
Niseishi ou Ni Sei Shi (二十四歩) é um kata do caratê, cuja origem é incerta, mas quer parecer ligada ao wushu chinês e foi introduzido em Oquinaua ainda quando somente se falava em te ou Okinawa-te como a arte marcial, por volta do século XV. A origem chinesa é apontada por causa de seu nome, que faz referência a um conceito budista.

## História
A origem deste kata não é exactamente clara, pero os indícios em sua denominação apontam que seu berço, ou pelo menos uma forma primitiva inspiradora de sua criação, está na China. Neste sentido, os números «2» e «4» são ambos divisores do número 108 e, bem assim, se os números forem somados resultarão «6», que também é um divisor de 108. Este útlimo número representaria a quantidade de demônios, ou tentações, que afligem a alma humana. Em todo caso, 108 é um número bastante significativo à doutrina budista e não está somente relacionado às más inclinações.
Por outro lado, o nome niseishi, bem como sua variante nijushiho, quer dizer «vinte e quatro passos», remetendo novamente a origem da forma para a China, onde há formas cujos nomes referem-se à quantidade de técnicas ensinadas por um determinado mestre. Ademais, a forma é claramente ligada ao estilo do dragão de chuan fa.
Em Oquinaua, o kata ou sua forma primitiva parece ter sido levada por emissários chineses, quando a região estava sob tributo àquele império. Deste modo, suas raízes assentam-se nalgum momento entre os séculos XIV e XV, mas muito provavelmente neste último.

## Características
Como sucedeu com vários outros katas, niseishi apresenta variações que foram criações e/ou adaptações feitas por alguns mestres, ora, para ajustá-lo ao propoósito e filosofia de sua escola, ora, para implementar técnicas que julgavam ser mais pragmáticas.

### Nandansho
Nandansho, Nandan Sho ou   Nan Dan Sho (難段小) é a forma praticada por poucos estilos, mormente pelo Shindo jinen ryu. Esta variante possui muitos movimentos semelhantes à niseishi, muito embora as técnicas são executadas principalmente em movimentos círculares, como é o caso de mikazuki geri.

### Nijushiho
Nijushiho (二十四歩, Nijūshiho) é a forma praticada no estilo Shotokan.